# Zygonyx regisalberti
Zygonyx regisalberti là một loài chuồn chuồn ngô thuộc họ Libellulidae. Nó được tìm thấy ở Angola, Cameroon, Cộng hòa Congo, Cộng hòa Dân chủ Congo, Ghana, Guinea, Liberia, Nigeria, Sierra Leone, Tanzania, Togo, và Uganda. Môi trường sống tự nhiên của nó là các khu rừng đất thấp ẩm nhiệt đới hoặc cận nhiệt đới và sông.